# Lý Di
Lý Di (giản thể: 李弥; phồn thể: 李彌; bính âm: Lǐ Mí) (1902–1973) là một vị tướng Quốc dân đảng từng tham gia các chiến dịch bao vây chống cộng, Chiến tranh Trung-Nhật và Nội chiến Trung Hoa. Ông là một trong số ít tướng lĩnh Quốc dân đảng giành được những thắng lợi quan trọng trước cả quân Cộng sản Trung Hoa và Lục quân Đế quốc Nhật Bản. Sau khi Cộng hòa Nhân dân Trung Hoa thành lập năm 1949, ông rút quân vào lãnh thổ Miến Điện và Thái Lan, tiếp tục chiến tranh du kích đánh vào nội địa Trung Quốc.

## Thời trẻ và sự nghiệp
Lý Di sinh tại huyện Đằng Xung, tỉnh Vân Nam. Ông trải qua tuổi thơ khó khăn nhưng gia đình ông vẫn có điều kiện cho ông hưởng một nền giáo dục tiên tiến. Năm 1924, ông đến Quảng Đông, nhập học khóa 4 trường Võ bị Hoàng Phố. Ông tham gia Chiến tranh Bắc phạt cùng các bạn đồng khóa Hồ Liên, Trương Linh Phủ, Liu Yuzhang và Lâm Bưu. Trong các chiến dịch bao vây chống cộng, chỉ huy của ông là Trần Thành buộc tội ông bao che cộng sản và tìm cách tước binh quyền của ông. Nhưng Lý Di chứng tỏ được lòng trung thành với Tưởng Giới Thạch và được bổ nhiệm làm huyện trưởng một huyện trong "khu đỏ" mà quân Quốc dân vừa chiếm lại.
Đầu những năm 1930, Lý về dưới trướng Tiết Nhạc, chỉ huy một đơn vị Quốc dân đảng tinh nhuệ đánh đuổi quân Cộng sản khỏi Khu Xô viết Giang Tây. Sau đó Lý truy đuổi quân Cộng sản đang rút lui đến hơn 1,000 dặm đường đất trong Vạn lý Trường chinh. Sau khi quân Cộng sản lập căn cứ tại Hoa Bắc, Lý thay đổi kế hoạch tác chiến, giúp đánh bại các chỉ huy Hồng quân danh tiếng như Hạ Long và Diệp Đình, chiếm được lãnh thổ của họ. Trước khi Chiến tranh Trung-Nhật nổ ra, Lý đã lên đến hàm đại tá.

## Chiến tranh Trung-Nhật
Khi Chiến tranh Trung-Nhật bùng nổ, Tưởng Giới Thạch thuyên chuyển Lý Di sang chỉ huy quân thường trực sau khi có tin đồn ông định phản lại Chính phủ Quốc dân. Các tư lệnh dưới quyền ông cứu ông khỏi bị bắt và đảm bảo cho lòng trung thành của Lý. Năm 1940, Lý Di được thăng chức Tư lệnh Sư đoàn 1 danh dự, tham chiến chống Lục quân Đế quốc Nhật Bản tại Hoa Trung, và tiêu diệt được 1 sân bay Nhật. Năm 1940, ông tham gia Trận Côn Lôn Quan cùng Đỗ Duật Minh và Khâu Thanh Tuyền, quét sạch một lữ đoàn Nhật. Năm 1944, ông tham gia "lực lượng Y", dưới quyền Vệ Lập Hoàng, trong Trận Bắc Miến Điện – Tây Vân Nam (Điền Tây Miến Bắc), tiêu diệt các sư đoàn 55 và 56 Nhật Bản. Năm 1945, Lý Di được thăng lên hàm tướng, chỉ huy Quân đoàn 8 trong khi vẫn chỉ huy Sư đoàn 1 danh dự.

## Nội chiến Trung Hoa
Theo lệnh Tưởng Giới Thạch, Lý Di, Đỗ Duật Minh và Khâu Thanh Tuyền lật đổ quân phiệt Vân Nam Long Vân vào tháng 6 năm 1945. Mỹ hỗ trợ nhiều cho Quân đoàn 8 của Lý, nhưng về sau tỏ ra vô ích trong cuộc chiến với lực lượng Cộng sản. Trước Chiến dịch Hoài Hải 1948-1949, ông giành được một vài thắng lợi trước quân Cộng sản tại Hoa Đông.
Tháng 11 năm 1948, Lý Di và Khâu Thanh Tuyền được giao nhiệm vụ giải vây cho Binh đoàn 7 của Hoàng Bá Thao, nhưng họ bị một lực lượng đối phương mạnh hơn chặn đứng. Trong khi cố gắng tấn công đối phương tại Hà Nam, ông, Đỗ Duật Minh và Khâu Thanh Tuyền bị Quân giải phóng Nhân dân bao vây. Đỗ bị bắt, Khâu tự sát, chỉ có Lý thoát được về Nam Kinh.
Tưởng Giới Thạch lệnh cho ông tái lập Binh đoàn 13 và phòng thủ Vân Nam. Trước khi lực lượng Cộng sản chiếm được đại lục năm 1949, Lý đã rút quân về hướng nam và tây, vào Thái Lan và các bang người Shan ở Bắc Miến Điện. Khi Miến Điện tuyên bố độc lập năm 1948, Lý thành lập một nhà nước Shan độc lập làm chỗ dựa cho "Quân chống cộng cứu quốc" của ông. Từ các căn cứ này, quân của Lý tiếp tục chiến tranh du kích đánh vào Vân Nam.
Quân Quốc dân đảng từ Vân Nam cũng chạy sang Đông Dương thuộc Pháp, nhưng nhanh chóng bị người Pháp giải giới. Lực lượng chạy sang Miến Điện ban đầu đóng quanh Tachilek, bang Kengtung, gần biên giới Thái Lan. Còn lực lượng dưới quyền Lý gia nhập lực lượng Quốc dân đảng đóng trong vùng sau Thế chiến II. Sau khi rút quân về vùng này, Lý tái tổ chức các lực lượng Quốc dân đảng, đặt dưới quyền chỉ huy của ông ta. Lực lượng của Lý về sau được gọi là "Sư đoàn 93".

## Sau nội chiến
Lực lượng tại Miến Điện được Hoa Kỳ hỗ trợ và cử cố vấn quân sự, nhưng chủ yếu là tự cung tự cấp nhờ kinh doanh thuốc phiện. Ban đầu, các chiến lược gia Hoa Kỳ cho rằng Lý có tác dụng trong việc ngăn ngừa chủ nghĩa cộng sản trong khu vực; nhưng, chỉ trong vài năm, Washington bắt đầu thay đổi quan điểm, và làm áp lực với Tưởng Giới Thạch để loại bỏ lực lượng này. Năm 1953, 7,000 quân, gồm cả Lý Di, được không vận về Đài Loan, nhưng số còn lại quyết định ở lại. 7,000 quân đóng rải rác quanh biên giới Miến-Lào, và vài ngàn quân đóng tại Thái Lan. Tính đến khi kế hoạch rút quân đợt 2 được công bố, năm 1961, uy tín của Mỹ, quan hệ Mỹ-Miến Điện, và nỗ lực ngăn chặn chủ nghĩa cộng sản trong khu vực đã bị phá hoại nghiêm trọng.
Sau khi giành độc lập, Thủ tướng Miến Điện, U Nu, cố gắng trấn áp các hoạt động của Lý và ra lệnh cho lực lượng của ông đầu hàng, nhưng Lý từ chối. Sau khi quân đội Miến Điện tấn công Lý, ông dời về đóng tại Mong Hsat. Lúc này, Miến Điện đang bận đối phó với 4 cuộc nổi dậy, bao gồm 2 phong trào du kích cộng sản, và không đủ lực lượng để truy đuổi quân của Lý nghiêm túc.
Chương trình hỗ trợ lực lượng tại Miến Điện của CIA có mật danh "Chiến dịch Paper". Sử dụng Thái Lan làm trạm trung chuyển, vận chuyển vũ khí và quân nhu giữa Đài Loan và Miến Điện. Khi đến Thái Lan, những chuyến hàng này được không vận cho Lý do một đại đội không quân dưới quyền Tướng Chennault phụ trách, lấy bình phong là 2 tập đoàn giả. Thủ tướng Thái lúc đó, Plaek Phibunsongkhram ("Phibun"), đồng ý hỗ trợ Chiến dịch Paper, do quan hệ căng thẳng giữa Thái-Miến và lời hứa viện trợ kinh tế và quân sự của Hoa Kỳ.
Từ năm 1949 – 1953, Lý tuyển mộ được hàng ngàn quân từ các bộ tộc xung quanh, cũng được tăng cường với vài trăm quân chính quy Quốc dân đảng từ Đài Loan. Những người tị nạn đến từ Vân Nam thuộc cộng sản cũng gia nhập đội quân này. Nhiều người kết hôn với phụ nữ địa phương, và họ dần kiểm soát việc buôn bán thuốc phiện trong vùng. Được quân đội Thái Lan hỗ trợ, quân của Lý buôn bán thuốc phiện qua Thái Lan để đổi lấy vũ khí và quân nhu từ Đài Loan. Họ nhiều lần tấn công định tái chiếm Vân Nam trong giai đoạn này, nhưng không giành được thắng lợi chiến lược nào.
Có một vài lý do khiến người Mỹ quyết định làm áp lực với Tưởng để rút quân khỏi Miến Điện. Một tài liệu mật về tính hữu dụng của đội quân Quốc dân đảng tại Miến Điện với lợi ích của Hoa Kỳ kết luận rằng họ "không đem lại lợi ích với thế giới tự do với tư cách một lực lượng phòng thủ khu vực bằng quân đội thường trực Miến Điện được tổ chức tốt". Các cuộc nổi dậy cộng sản tại Miến Điến cũng từng viện dẫn sự có mặt của đội quân này làm nguyên nhân. Thêm vào đó, nếu Rangoon phải căng sức ra để đánh bại lực lượng của Lý, sẽ khiến họ không đủ mạnh để trấn áp các lực lượng du kích cộng sản. Bộ trưởng Ngoại giao Hoa Kỳ, John Foster Dulles, quan ngại rằng chính phủ Miến Điện có thể liên minh với các lực lượng cộng sản để loại trừ Lý và quân đội. Cuối cùng, người Mỹ cũng lo ngại rằng Miến Điện sẽ đưa vấn đề này lên Liên Hợp Quốc, làm bẽ mặt Mỹ và gây thanh thế cho khối cộng sản. Cũng có quan ngại rằng Trung Quốc sẽ tấn công Miến Điện để trấn áp lực lượng này.
Sau khi trở về Đài Loan năm 1953, Lý Di rút khỏi hoạt động quân sự, trở thành ủy viên Lập pháp viện và Ủy ban Trung ương Quốc dân đảng. Ông mất tại Đài Bắc ngày 10 tháng 3 năm 1973.

## Di sản
Sau cuộc rút quân đợt 1 về Đài Loan, năm 1960, quân đội Miến Điện tiếp tục các chiến dịch quân sự để tiêu diệt lực lượng Quốc dân đảng, có thể được sự hỗ trợ từ Quân giải phóng Nhân dân Trung Quốc. Đến năm 1961, hầu hết lực lượng còn lại đã dời căn cứ sang Lào và Thái Lan, với sự chấp thuận của chính phủ 2 nước. Nhiều nhóm trong số họ được chính phủ Thái Lan và Lào sử dụng để trấn áp phiến quân cộng sản tại nước họ.
Đến năm 1967, lực lượng Quốc dân đảng gây chiến với lãnh chúa địa phương, Khun Sa, để giành quyền kiểm soát việc sản xuất và buôn bán thuốc phiện. Họ nhanh chóng thắng lợi trong "Chiến tranh Thuốc phiện", và tiếp tục độc quyền buôn bán thuốc phiện trong vùng. Những nỗ lực sau đó của Tưởng Giới Thạch để giành lại quyền kiểm soát lực lượng này đều thất bại, họ gần như độc lập hoàn toàn khỏi Quốc dân đảng.
Năm 1961, những lực lượng rút về đóng tại tây bắc Thái Lan đồng ý tham gia trấn áp phiến quân cộng sản để được ân xá. Danh nghĩa là thuộc quyền chỉ huy của quân đội Thái Lan, đơn vị này đổi tên thành "Lực lượng phi chính quy Trung Hoa" (Chinese Irregular Forces - CIF), tiếp tục trồng và buôn bán thuốc phiện để có tiền cho các hoạt động chống cộng. Cuối những năm 1980, chính phủ Thái kết luận rằng các hoạt động chống cộng của CIF đã thành công, và những hậu duệ của đội quân của Lý phần lớn đã từ bỏ hoạt động thuốc phiện và định cư tại làng Santikhiri.